# Rynek Wielki (Zamość)

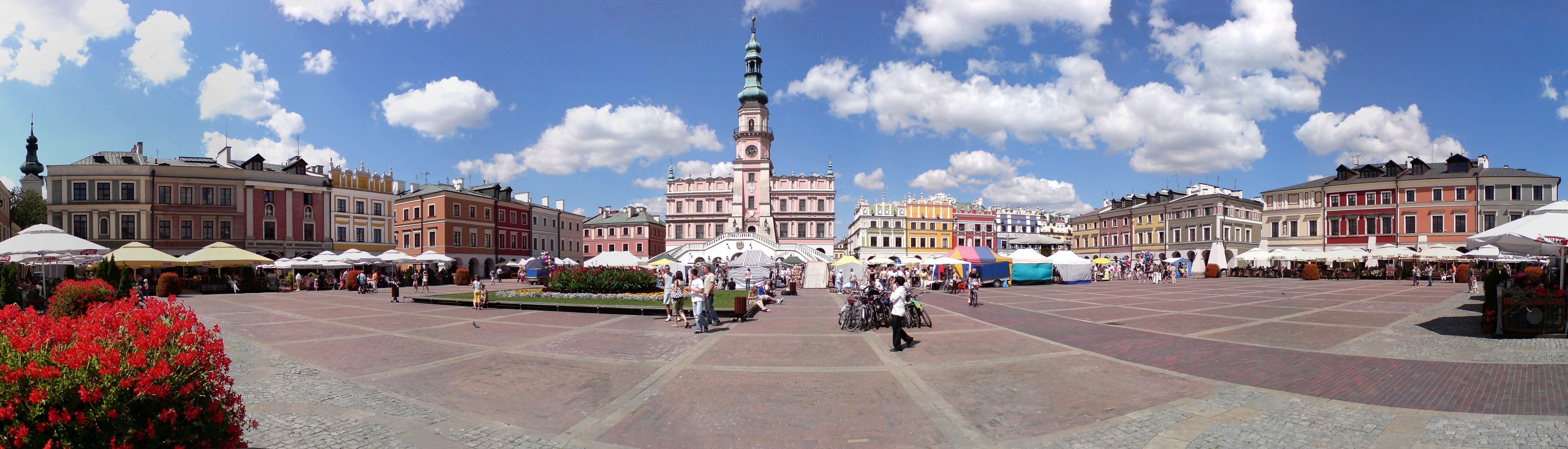
Rynek Wielki (widok od południa)

Rynek Wielki w Zamościu – kwadratowy plac w centrum Starego Miasta w Zamościu, zarazem jego główne miejsce. Wymiary Rynku Wielkiego wynoszą 100 na 100 metrów.

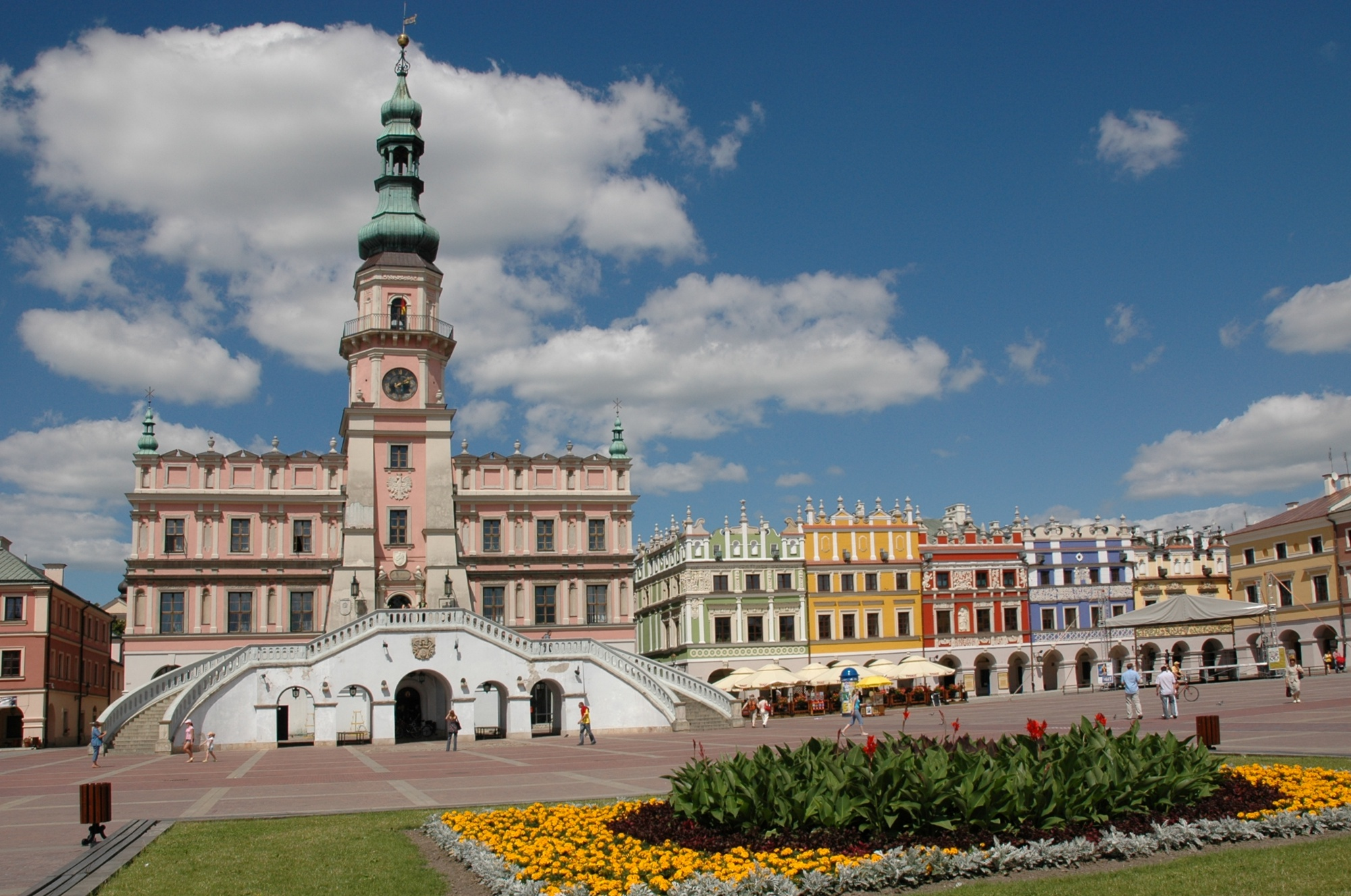
Rynek Wielki w Zamościu

## Charakterystyka

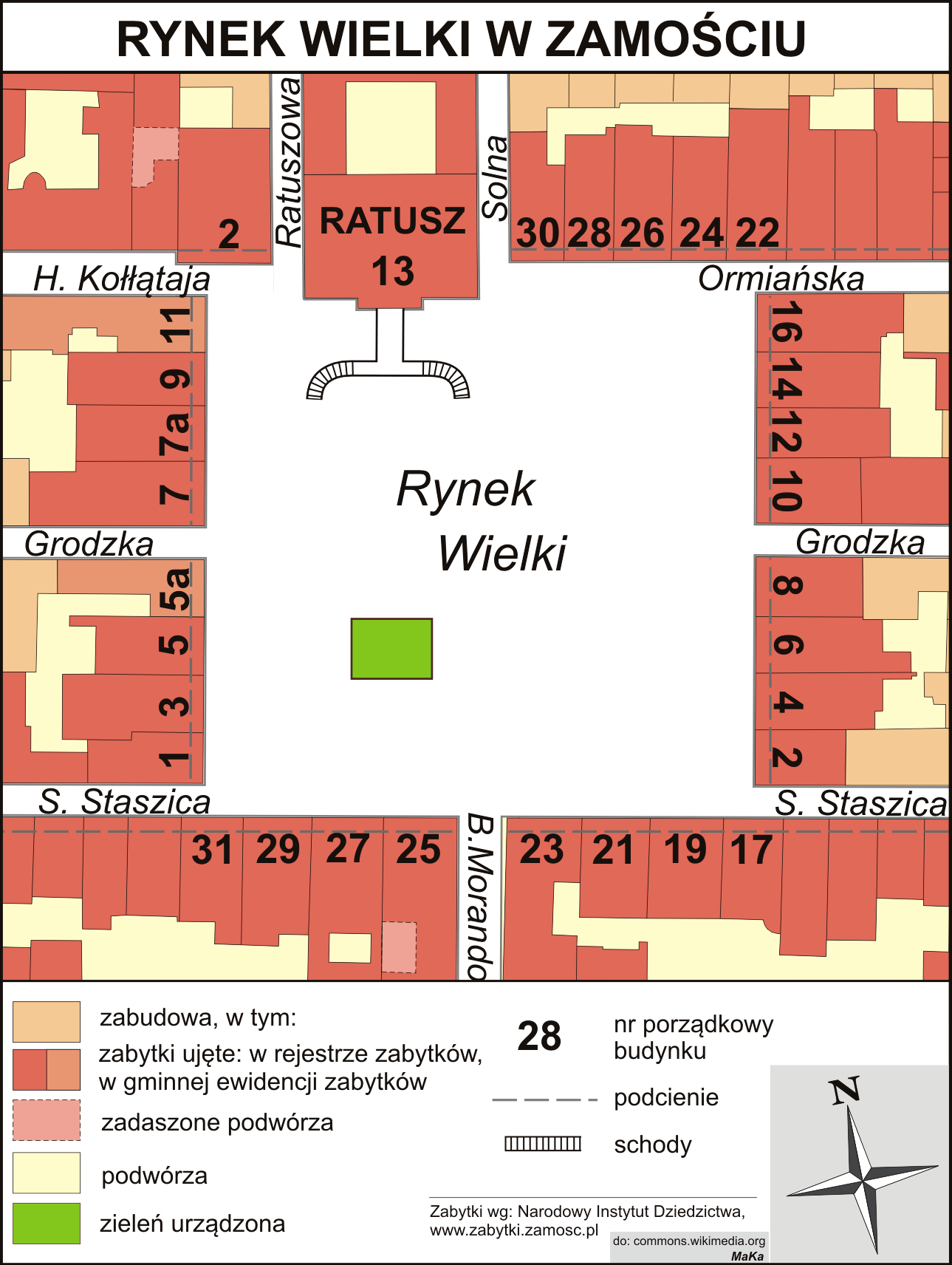
Plan Rynku Wielkiego

Po każdej stronie tego rynku (pierzei) znajdują się zabytkowe kamienice z podcieniami oraz ratusz, główny obiekt tego placu. Nie jest on położony w jego centrum, jak w większości rynków, m.in. z okresu średniowiecza, lecz w jego północnej pierzei, po stronie zachodniej (na zachód od ulicy Solnej biegnącej na północ od rynku) i nieznacznie wysunięty do środka Rynku Wielkiego. Wiąże się to z wolą założyciela miasta, Jana Zamoyskiego, dla którego najważniejszym obiektem w jego mieście był pałac, dla jakiego ratusz miał nie stanowić konkurencji wśród najokazalszych budowli. Posiada 52-metrową wieżę zegarową oraz szerokie, wachlarzowe schody dobudowane w XVIII wieku.
Od zachodniej i wschodniej pierzei rynku biegną po 3 ulice (S. Staszica w obu kierunkach, Grodzka w obu kierunkach, H. Kołłątaja na zachód, Ormiańska na wschód), natomiast w osi północ-południe po jednej (na północ ul. Solna w kierunku Rynku Solnego i ul. B. Moranda na południe w kierunku Rynku Wodnego). Wyjątkowo od północnej krawędzi Rynku Wielkiego biegnie na północ druga ulica, Ratuszowa, jaka pojawiła się w XVII wieku po oddzieleniu ratusza od kamienic po jego zachodniej stronie. Jako główna arteria uchodziła prowadząca do pałacu ("głowy" miasta) ulica Grodzka, jaka przecina rynek ("serce") na linii wschód-zachód, stanowiąca jego "kręgosłup", od którego odbiegały dwa "ramiona", tj. wspomniane ulice Solna i B. Moranda.

## Kamienice
We wszystkich pierzejach rynku znajduje się 8 kamienic (poza północną z ratuszem), spośród których większość posiada różne nazwy, związane z ich dawnymi właścicielami i obiektami, jakie mieściły:

### Pierzeja północna (ulica Ormiańska)

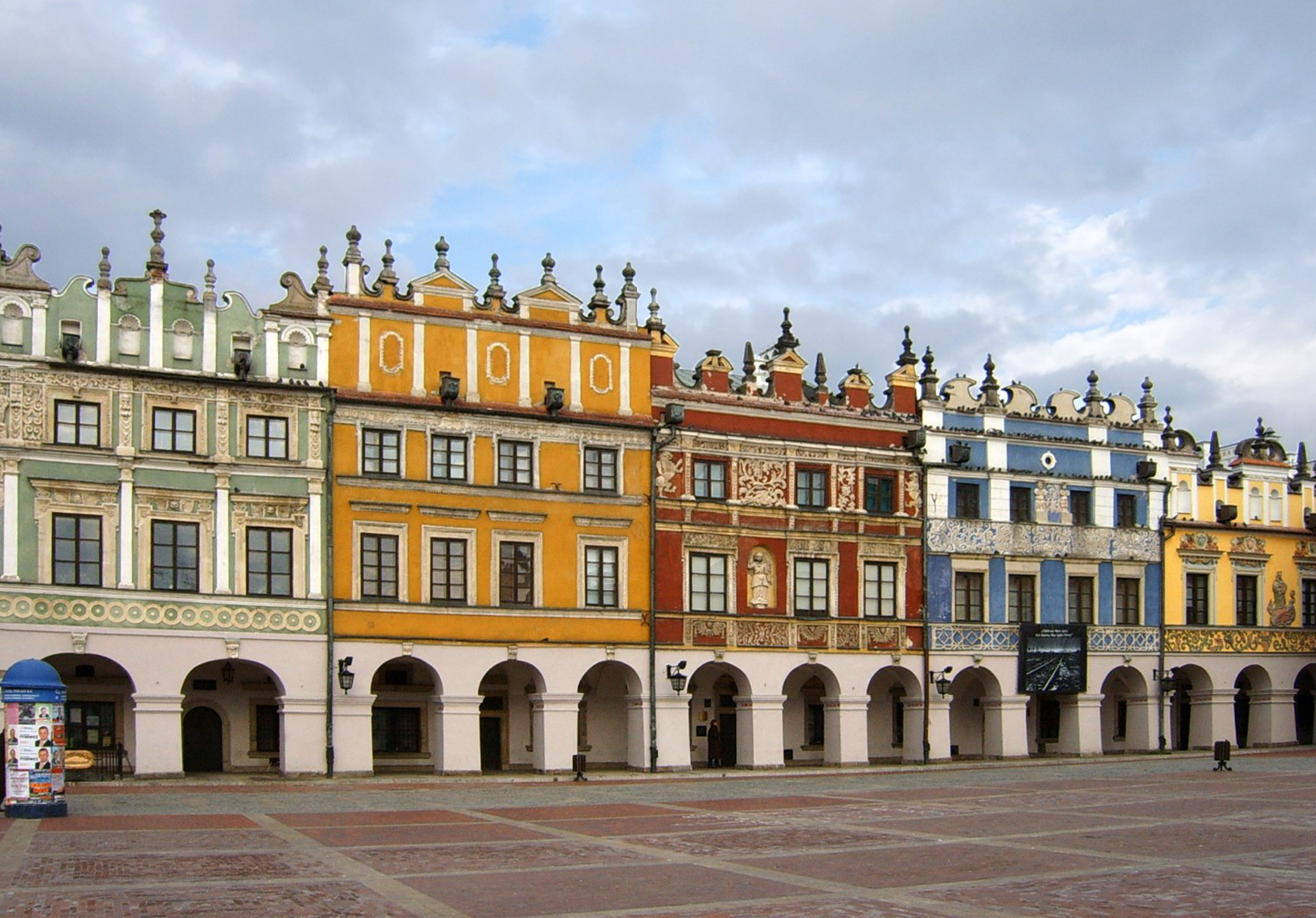
Kamienice ormiańskie (ul. Ormiańska 30-28-26-24-22)

W tej części rynku (na wschód od ratusza) stoją kamienice ormiańskie, z I poł. XVII wieku, najbardziej wyróżniające się od pozostałych, z attykami i płaskorzeźbami:
- kamienica Wilczkowska (Wilczka)
- kamienica Rudomiczowska (Rudomicza)
- kamienica Pod Aniołem lub Bartoszewiczów
- kamienica Pod Małżeństwem lub Szafirowa
- kamienica Pod Madonną

W bloku kamienic po zachodniej stronie ratusza, przy ul. H. Kołłątaja, stoi tylko jedna z podcieniami, z I poł. XVII wieku, przebudowana w XIX (mieści się tu hotel).

### Pierzeja wschodnia

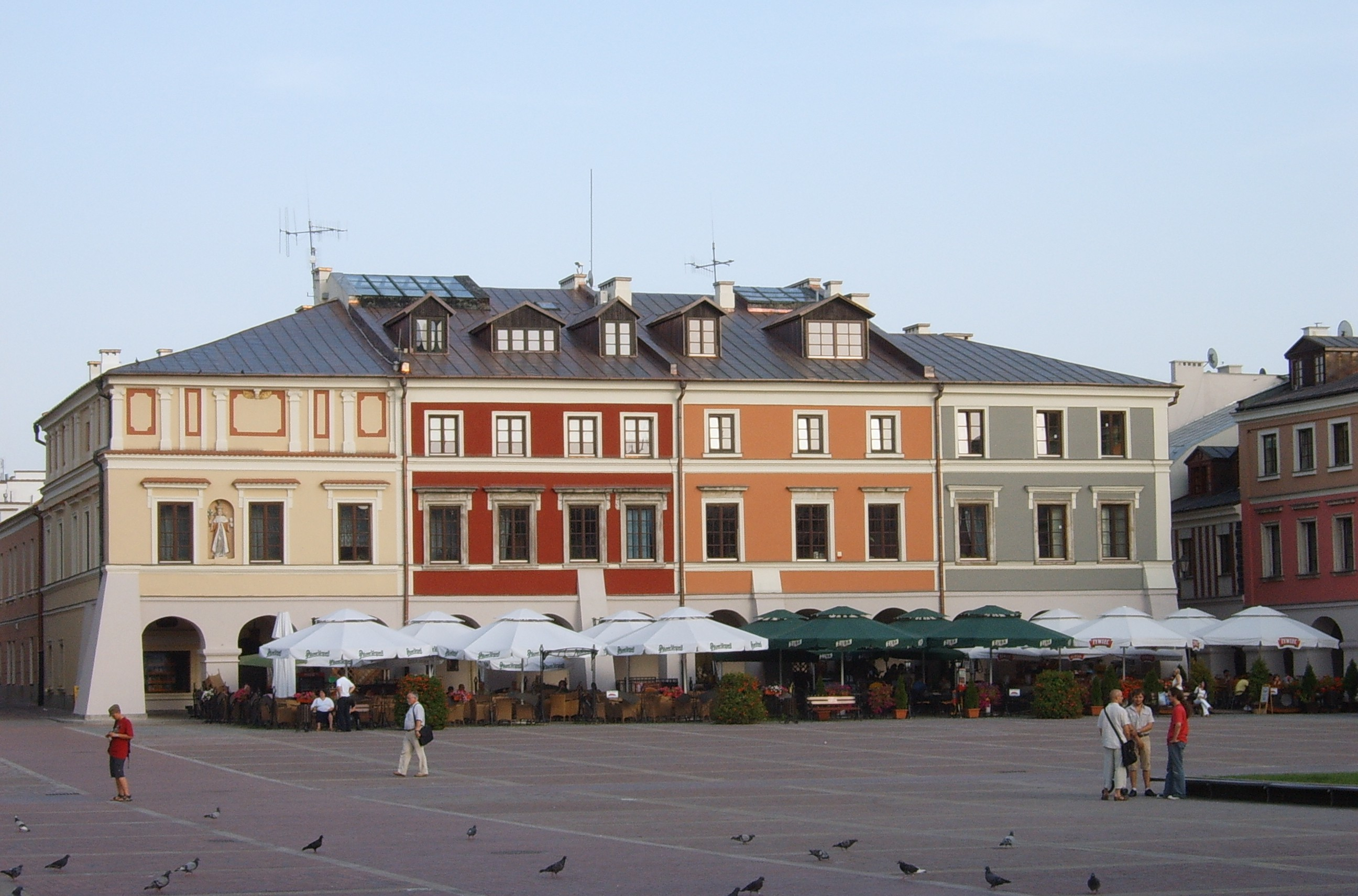
Fragment wschodniej pierzei (Rynek Wielki 8-6-4-2)

- Rynek Wielki 16 - kamienica Tatułowiczowska, XVI/XVII wiek, rozbudowana w poł. XIX wieku
- Rynek Wielki 14 - kamienica Autunowiczowska, początek XVII wieku
- Rynek Wielki 12 - kamienica Tobiaszowska, XVI/XVII wiek
- Rynek Wielki 10 - kamienica Owanisowiczowska, poł. XVII wieku
- Rynek Wielki 8 - kamienica Pod św. Kazimierzem z jego figurą, początek XVII wieku, rozbudowana pod koniec tego stulecia
- Rynek Wielki 6 - kamienica Birkowskiego (Akademicka), początek XVII wieku
- Rynek Wielki 4 - kamienica Abrekowska, I poł. XVII wieku
- Rynek Wielki 2 - kamienica Piechowiczowska (Apteczna, Rektorska), I poł. XVII wieku, rozbudowana w XVIII wieku; jest to pierwsza polska apteka - Apteka Rektorska - czynna do dziś

### Pierzeja południowa (ulica S. Staszica)

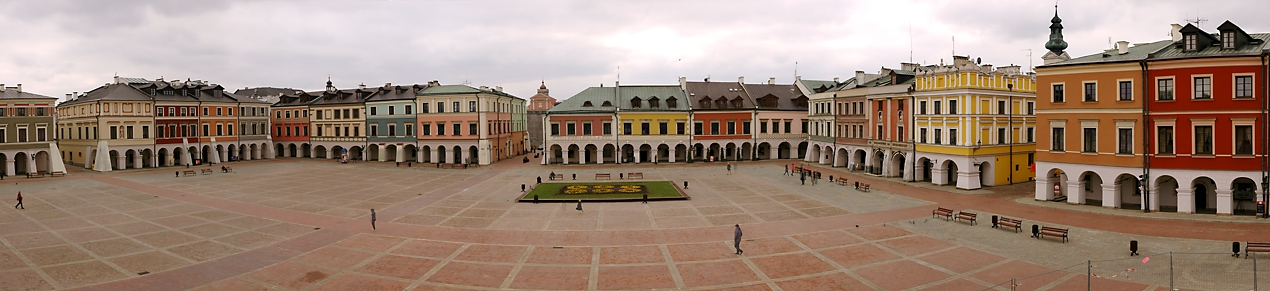
Pierzeja południowa Rynku (oraz fragmenty wschodniej i zachodniej)

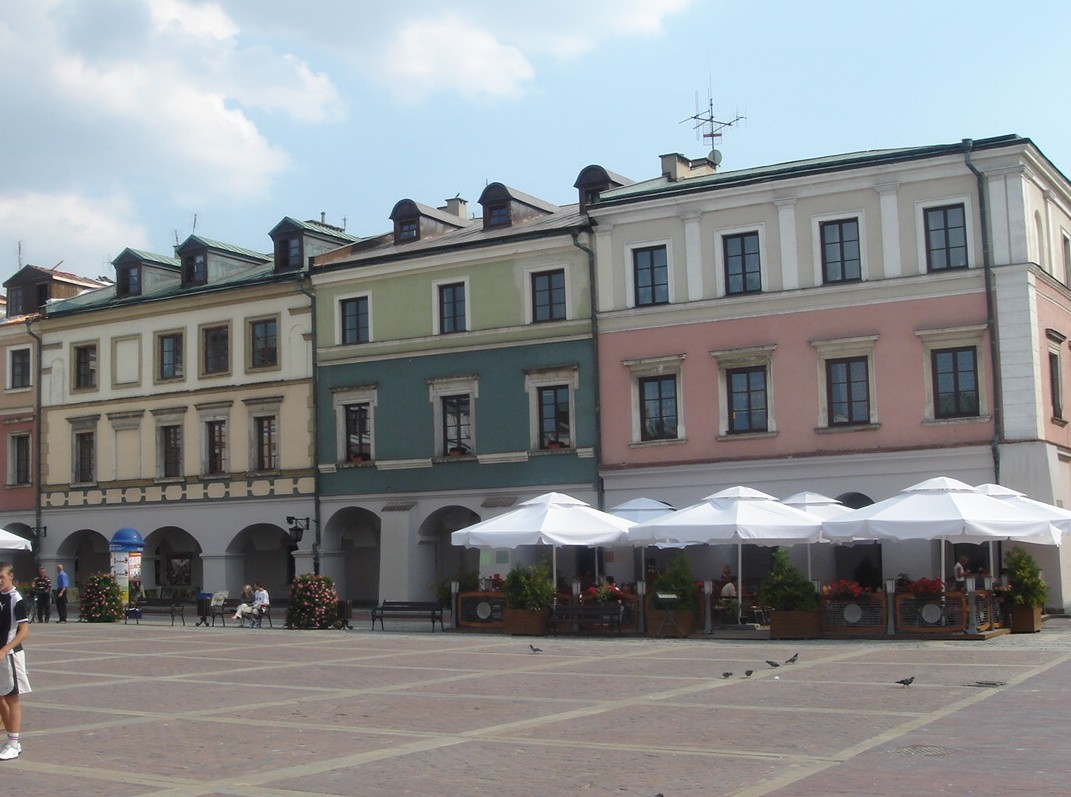
Fragment południowej pierzei (ul. Staszica 19-21-23)

- ul. S. Staszica 17 - poł. XVII wieku
- ul. S. Staszica 19 - kamienica Kinasta, XVI/XVII wiek, rozbudowana w I poł. XVII wieku
- ul. S. Staszica 21 - kamienica Bernego, XVI/XVII wiek, przebudowana w I poł. XVII wieku
- ul. S. Staszica 23 - kamienica Telanowska (Zamoyskich), koniec XVI wieku, przebudowana pod koniec XIX wieku
- ul. S. Staszica 25 - kamienica Morandowska II (Fołtynowiczowska) z dekoracyjnymi fryzami, XVI/XVII wiek
- ul. S. Staszica 27 - kamienica Szczebrzeska, początek XVII wieku
- ul. S. Staszica 29 - kamienica Bystrzyckiego, początek XVII wieku
- ul. S. Staszica 31 - kamienica Turobińska, początek XVII wieku

### Pierzeja zachodnia

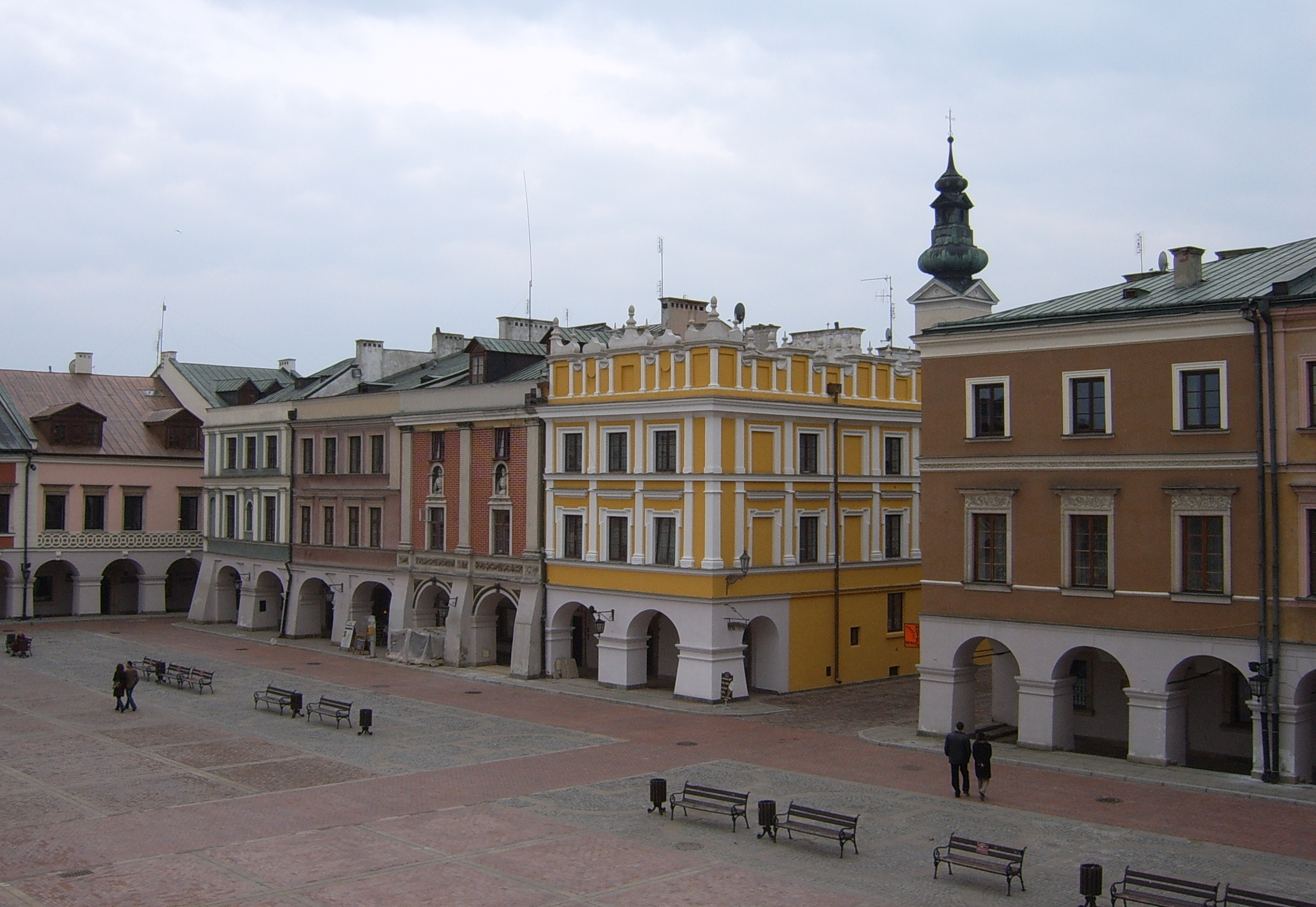
Zachodnia pierzeja (kamienice nr 1-3-5-5a-7)

- Rynek Wielki 1 - kamienica Lubelska, koniec XVI wieku, przebudowana w poł. XVII wieku, rozbudowana w II poł. wieku XIX i na początku XX
- Rynek Wielki 3 - kamienica Malarzowa, XVII wiek, rozbudowana w II poł. wieku XIX
- Rynek Wielki 5 - kamienica Linkowska (Linkowa), z rzeźbami przedstawiającymi Minerwę i Herkulesa, II poł. XVII wieku
- Rynek Wielki 5a - kamienica Dymitra Greka (Dom Pański) odbudowana w latach 50. XX wieku, w miejscu rozebranej w wieku XIX; od niedawna kolejna kamienica przy Rynku Wielkim, jaka odznacza się attykami, podobnie jak kamienice ormiańskie
- Rynek Wielki 7 - kamienica Morandowska I, XVI/XVII wiek, rozbudowana w XX wieku
- Rynek Wielki 7a - XVII wiek, w późniejszym okresie rozbudowana
- Rynek Wielki 9 - XVII wiek, w późniejszym okresie rozbudowana
- Rynek Wielki 11 - kamienica odbudowana w poł. XX wieku, w miejscu rozebranej w II poł. wieku XIX

## Rynek Wielki dawniej i obecnie

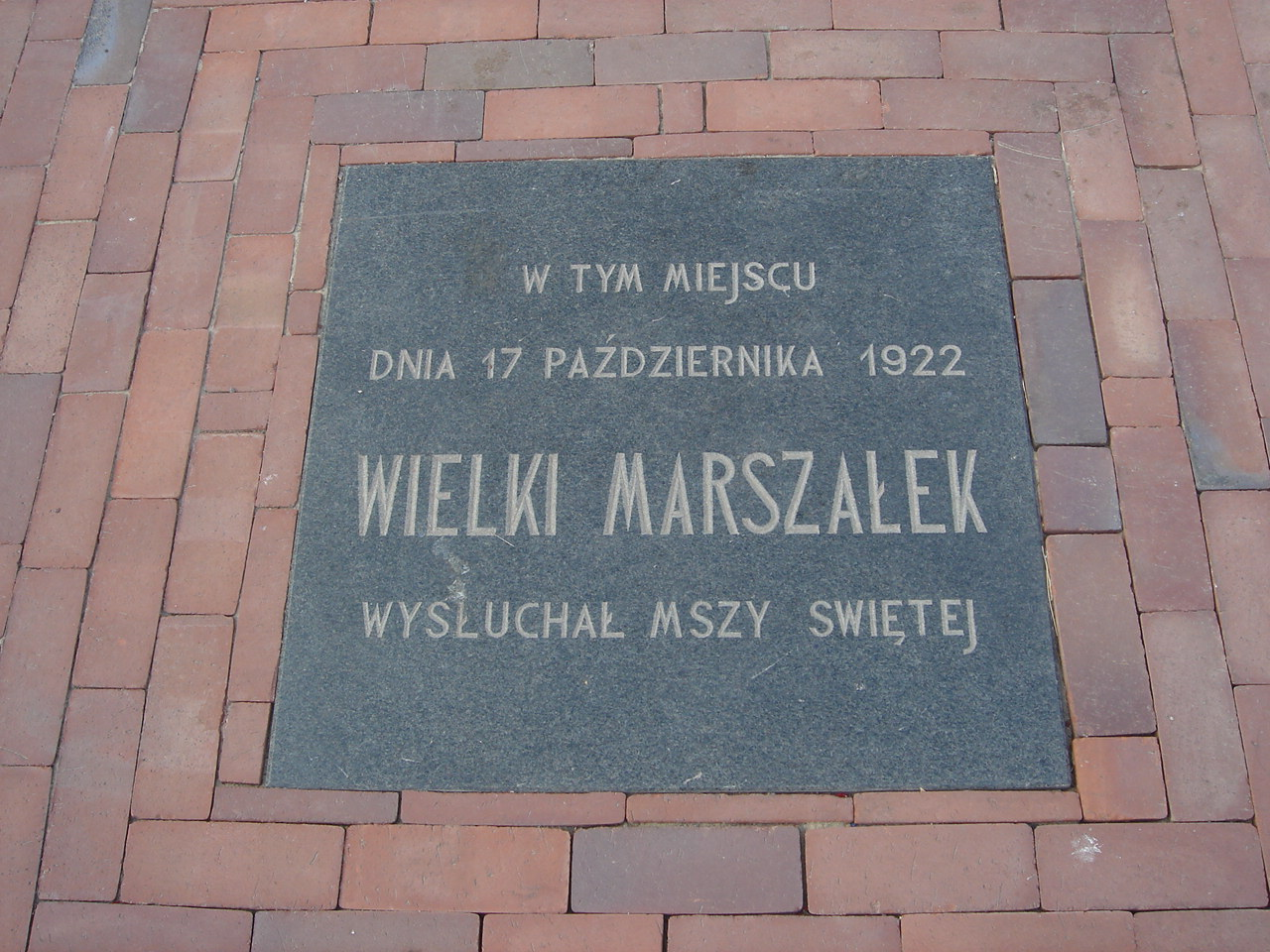
Płyta J. Piłsudskiego

Wśród zmian, jakie miały tu miejsce, zwłaszcza w XIX wieku, wiele kamienic pozbawiono attyk i dekoracji, przywróconych tylko wspomnianym, niektóre posiadały nawet balkony. Na rynku rosły ponadto drzewa, po II wojnie światowej w każdej ćwiartce rynku znajdował się niewielki skwer (wówczas rynek nosił nazwę pl. A. Mickiewicza), a obecnie tylko w jego południowo-zachodniej części. 
Przed ratuszem umieszczono płytę upamiętniającą wizytę J. Piłsudskiego w 1922 roku.
Jak od początku istnienia miasta, tak i dziś Rynek Wielki jest miejscem gromadzenia się mieszkańców miasta, jest ponadto głównym punktem dla turystów zwiedzających Zamość. W kamienicach mieści się wiele obiektów, m.in. kulturalnych (Muzeum Zamojskie, Muzeum Techniki Drogowej i Mostowej Okręgu Lubelskiego, Biuro Wystaw Artystycznych – Galeria Zamojska, Galeria Fotografii "Ratusz"), handlowych (sklepy, księgarnie, pamiątki), gastronomicznych (latem rozkładane są tu dodatkowo ogródki z parasolami); odbywają się tu również święta państwowe, liczne imprezy kulturalne, rozrywkowe i widowiskowe, m.in. Jarmark Hetmański, wybrane spektakle Zamojskiego Lata Teatralnego oraz różne wystawy, koncerty, zjazdy i pokazy.
Rynek Wielki jest zamknięty dla ruchu samochodowego (poza wyjątkowymi sytuacjami), przeznaczony przede wszystkim dla pieszych.